# Julia Constancia Burgos García
Julia Constancia Burgos García (castellà: Julia de Burgos)  (Carolina, 17 de febrer de 1914 - Nova York, 6 de juliol de 1953), coneguda com a Julia de Burgos, és considerada per molts crítics com la més excelsa poetessa porto-riquenya. Va ser partidària de la independència de l'illa.

## Biografia
Julia de Burgos es va criar a Santa Cruz, humil poblet de la localitat de Carolina. Això no la privaria de desenvolupar el seu amor per la natura i pel seu país. Sent la més gran de tots, va ser la primera de tretze germans que cursés estudis universitaris.
Va obtenir el seu títol de magisteri a la Universitat de Puerto Rico als 19 anys, però el seu amor per la literatura la va portar a escriure poesia. Possibles influències en la seva obra serien Luis Llorens Torres, Luis Pales Matos, Clara Lair, Rafael Alberti i Pablo Neruda. També va ser mestra en l'escola Feijoo del Barri Cedro Arriba a Naranjito.
El 1936 es va unir a "Filles de la llibertat", branca femenina del Partit Nacionalista de Puerto Rico. Aquest grup polític, liderat per Pedro Albizu Campos, promovia l'ideal d'independència.
Burgos va publicar tres col·leccions de poemes. Per als seus dos primers llibres va viatjar per l'illa, donant-se a conèixer i organitzant els seus propis recitals. El seu tercer llibre va ser publicat pòstumament el 1954.
Es va casar amb Rubén Rodríguez Beauchamp, i novament -en 1944, a Nova York- amb Armando Marín, però el seu gran amor va ser l'historiador, metge i polític dominicà Juan Isidro Jimenes Grullón, net de l'extint president dominicà Juan Isidro Jimenes. Aquest amor li inspiraria molts dels seus poemes. El seu ànim va anar baixant i va caure en el problema d'alcoholisme. El 6 de juliol de 1953 es va desplomar sobre una vorera novaiorquesa i va morir de pneumònia en un hospital del barri de Harlem, Nova York a l'edat de 39 anys. A causa que ningú va reclamar el seu cos i al fet que no portava cap identificació, la ciutat la va enterrar sota el nom de "Jane Doe". Alguns dels seus amics, capaços de rastrejar i trobar la seva tomba, van reclamar el seu cos. Les seves restes van ser enviades a Puerto Rico. Va ser solemnement enterrada a Carolina i es va elevar un monument al lloc del sepeli.
Entre els treballs destacats de Julia de Burgos es troben: "Río Grande de Loíza", "Poema para mi muerte", "Yo misma fui mi ruta", "Alba de mi silencio" y "Alta mar y gaviota".
Va viure dos anys a Cuba, que queden registrats en la correspondència de la poeta amb la seva hermana. A l'Havana va estudiar grec, llatí i francès.

## Feminista
Julià de Burgos, a més de mostrar el sentiment d'amor en els seus poemes, també va estimular a les dones l'alliberament femení. Julia de Burgos va fomentar durant la seva vida la veritable dona porto-riquenya a través dels seus poemes, on va plasmar els problemes de les dones del seu país. Amb una veu de rebel·lia i feminista va escriure obres que anaven en contra de les normes socials i els convencionalismes de la seva època. Algunes de les seves obres han estat molt estudiades, destacades per l'exalçament feminista dels seus versos. Entre aquestes destaca "Yo misma fui mi ruta", que tracta de l'alliberament femení.

## Reconeixements
El 19 de febrer de 1987 el Departament d'Espanyol del Recinte de Humacao de la Universitat de Puerto Rico la va homenatjar concedint-li un pòstum doctorat honoris causa en Lletres i Humanitats. La proclamació va ser presentada a la seva neboda, Maria Consuelo Sáez Burgos. La ciutat de San Juan ha homenatjat la seva memòria nomenant escoles i avingudes en nom seu. Així, a San Juan podem trobar la "Casa Protectora Julia de Burgos", que protegeix dones supervivents de violència domèstica, i el Museu d'Arts i Ciències Julia de Burgos. La ciutat de Nova York l'ha homenatjat també amb un "Centre Llatí Julia de Burgos" a Manhattan i un "Centre d'Art Julia de Burgos" a Harlem, proper al lloc de la seva mort. La poeta novaiorquesa Giannina Braschi va homenatjar Julia de Burgos en la seva cèlebre novel·la bilingüe Jo-Jo Boing! i Tomas Batista va esculpir un bust d'ella, el qual adorna el parc Julia de Burgos a Carolina.